# 第54戦闘航空団
第54戦闘航空団(JG 54)グリュンヘルツ （緑のハート）はドイツ空軍の戦闘航空団の一つ。第二次世界大戦において主に東部戦線を戦い、第52戦闘航空団に次ぐ第二位である9,600機の撃墜数を記録した。所属していたエース・パイロットはヴァルター・ノヴォトニー、オットー・キッテル、ギュンター・リュッツオウ、マックス＝ヘルムート・オステルマン、エミール・ラング、ディートリヒ・フラバク、フーゴ・ブロッホ、ハンネス・トラウトロフト、ヴェルナー・シュロアーらである。
第54戦闘航空団は標準的ではない迷彩パターンでも知られている。例えば、1941年から1942年にかけてのレニングラード方面ではブラックグリーンとダークグリーンのスプリンター迷彩、黄色の機首下面と翼端下面などである。

## 部隊創設
第54戦闘航空団第I飛行隊は第70戦闘航空団第I飛行隊として1939年7月にニュルンベルク近郊で編成された。部隊章はこの都市の紋章に由来するものであり、発足の地を表している。1939年9月15日に第54戦闘航空団第I飛行隊へと改称された。
第54戦闘航空団第II飛行隊は第138戦闘航空団第I飛行隊から改称された。この部隊は1938年のアンシュルスの後に編成されたため、多数のオーストリア人が加わった。短期間だけ第76戦闘航空団第I飛行隊となり、1940年4月に第54戦闘航空団第II飛行隊となった。
第54戦闘航空団第III飛行隊はプロイセンのJesau地域の隊員により編成された第21戦闘航空団第I飛行隊を起源とし、1939年7月15日に改称された。しかしこれはドイツ空軍の官僚主義により年度を越えて書類に反映されたようなものである。ポーランドとフランスでは第54戦闘航空団第III飛行隊は第21戦闘航空団第I飛行隊として戦っていた。

## 戦時の歴史

### ポーランド戦役
第54戦闘航空団(JG54)が最初に実戦に参加したのは1939年秋のポーランド侵攻であった。第II飛行隊と第III飛行隊が参加し、その間第I飛行隊はヘルツォーゲンアウラハに残った。この頃の部隊はBf109Dを装備し、地上攻撃、制空戦闘、急降下爆撃機の護衛などの任務を行った。そして数名のパイロットがこの戦役で勲章を受けた。

### 西部の戦役
ポーランドでの成功の後、JG54は1939年10月9日にドイツへと戻り、西部と南部の飛行場へと移動した。フランス本格侵攻前のまやかし戦争の間は主に防空任務に当たり、国境地帯での哨戒飛行での交戦はフランスとイギリスの偵察機との小競り合いに限られた。この頃、部隊はBf109Eの装備を始めた。
1940年5月になると均衡は破られフランス侵攻は本格化し、ドイツ空軍は陸軍の前進に随伴した。JG54 の任務は、爆撃機の護衛、フランス上空での航空優勢を維持するための敵戦闘機駆逐などであった。これらの任務はイギリス海外派遣軍のダンケルク撤退が終わるまで継続された。5月10日から7月21日（フランス侵攻からオランダへの移動まで）のこの戦役において、JG54は17機の撃墜を申請した。
バトル・オブ・ブリテンの前には、この部隊はオランダへと再移動した。この主な目的は、再装備とイギリス空軍の爆撃機に対する迎撃任務を継続するパイロットに休養の機会を与えるためであった。ソーステルベルフ航空基地空襲では第III飛行隊が地上要員と装備に大きな被害を受けた。オランダにいる間にこの部隊は21の撃墜を申請した。内訳はブリストル ブレニム20機、スーパーマリン スピットファイア1機である。

### バトル・オブ・ブリテン
1940年7月下旬から8月上旬にかけて、イギリスに対する陸上侵攻の準備としてのイギリス空軍壊滅を目標とするバトル・オブ・ブリテンが開始された。JG54の3つの飛行隊は1940年8月6日にカレー近くの飛行場へと移動した。部隊はこの後数ヶ月に渡り、最も激しい戦闘環境に置かれることになる。戦闘機部隊の働きに不満を持ったヘルマン・ゲーリングは、平時からの古い戦闘航空団司令であるMartin Mettig少佐を解任し、後任としてハンネス・トラウトロフト少佐が着任した。トラウトロフトは人望ある指揮官として1943年7月までこの任務を続けることになる。また、トラウトロフトはJG54の部隊章を「緑のハート」と定めた。これは彼の出生地であり、ドイツの緑の心臓と呼ばれるテューリンゲンに由来するものである。
バトル・オブ・ブリテンはドイツ空軍とJG54にとって高く付いた戦いであった。この戦役において、航空団は43名のパイロットを失い、これは開始前の40%に相当する数字である。中でも第3飛行中隊は12名から2名にまで減少した。この犠牲と引き換えにJG54は238の撃墜を申告した。最初に騎士鉄十字章を与えられたのは第II飛行隊長のディートリヒ・フラバク大尉であり、1940年10月21日の20機撃墜直後に授章した。

### バトル・オブ・ブリテンの余波とバルカン半島
ドイツ空軍の敗北の後、3つの飛行隊は再び別々の位置へと再配置された。第I飛行隊は1940年9月27日から1941年5月まで第1戦闘航空団に編入された。第II飛行隊は1940年12月3日から1941年1月23日までデルメンホルスト飛行場で冬眠についた。第III飛行隊はオランダにおいての短期間の防空任務の後に同様の休養を取った。そして、第II飛行隊と第III飛行隊は短期間の間フランスのル・マンとシェルブールにおいてノルマンディー地方の防空任務を行った。この時期の静かな状況は部隊に長い訓練時間を提供した。
1941年3月29日には、航空団本部中隊・第II飛行隊・第III飛行隊がバルカン半島へと再配置され、ユーゴスラビア侵攻においては主に鉄道に対する地上攻撃任務を担当した。また、ユーゴスラビアが戦争前にドイツから購入していたBf109Dとの交戦も行った。ユーゴスラビア降伏の後、JG54はBf109EからBf109Fへと装備を変更した。第I飛行隊が航空団に戻るとプロイセンへと移動しバルバロッサ作戦のための訓練を開始した。

### 東部戦線
1941年6月21日のバルバロッサ作戦初日には第1航空艦隊の一部として北方軍集団を支援し45機を撃墜した。1941年から1942年にかけての冬の寒さは作戦行動を妨げ続けたが、JG54の担当正面であるフィンランド、バルチック、レニングラードは他の戦線よりも安定していた。1941年から1943年にかけてのJG54の主な任務は、レニングラード包囲戦の維持と、ドイツ軍の側面にあたるイリメニ湖に対するソビエト軍の圧力の軽減であった。
1941年7月18日にはJG54は500機の撃墜を記録し、8月1日には1,000機の撃墜に達した3つ目の戦闘航空団となった。1941年6月22日から12月5日の間には46機の空中戦での損失と1機の地上破壊と引き換えに1,078機のソビエト機を撃墜した。
トラウトロフトは月夜に急襲を仕掛けてくるソ連機を迎撃する戦術を定め、1942年の1月から7月にはJG54は何の損失もなく56機を撃墜した。1942年2月にはJG54は18人のパイロットの死と引き換えに201の撃墜を記録した。1942年4月4日にはルドルフ・クレム曹長により、航空団にとって2,000機目の撃墜が達成された。
1943年2月にはJG54はフォッケウルフ Fw190を初めて装備した。そしてその月の23日に4,000機目の撃墜を達成した。1943年3月7日には航空団は1日で59機を撃墜した。1943年におけるJG54の第1飛行中隊はドイツ空軍全体でも最も成功した編隊で、そのメンバーは、ヴァルター・ノヴォトニー大尉（257機撃墜）、カール・シュノアー軍曹（46機）、アントン・ドーベル少尉（94機）、ルドルフ・ラーデマッハ少尉（126機）らであり、1943年から1944年にかけて500の空での勝利を得た。
1943年7月にトラウトロフトはJG54を去った。これは戦闘機隊総監アドルフ・ガーランドの依頼により参謀将校に加わるためである。こうして彼は57機撃墜と騎士鉄十字章で戦争を終えた。トラウトロフトが去った後もJG54は東部戦線の北部で作戦行動を続け、空での勝利を増やし続け、1944年3月23日には7,000機目、8月15日には8,000機目の撃墜を達成した。
JG54の第I、II、IV飛行隊はバルチック地域で戦い、北方軍集団のラトビア、エストニア通過と、クールラント・ポケットの東プロイセン地域を支援した。JG54が数に勝るソビエト機を相手に航空優勢を取り戻す望みは無かった。クールラントの北方軍集団はソ連軍に決して敗れず、終戦の日になってから21万人のドイツ兵が降伏した。
残った稼働Fw190はデンマーク国境の都市フレンスブルクへと飛び、地上要員は可能な限りドイツ海軍の船で退避するように命じられた。ディートリヒ・フラバク大佐に率いられたJG54のパイロットたちは機体から飛行に不要な装備を取り除き、機内に2名、座席後方の胴体内に1名を乗せた。こうしてJG54最後の90人はソビエト軍の捕虜となることなく逃れることができた。

### 西部戦線への部分的再編成
1943年2月にJG54第III飛行隊はイギリス空軍とアメリカ陸軍航空軍を迎え撃つために西部へと戻った。初期はBf109部隊のみで単独行動を行なっていたが、後に第26戦闘航空団と結びつきを持った。西部戦線での厳格な集中訓練は部分的成果しかなく、第26戦闘航空団司令のヨーゼフ・プリラー大佐は共同作戦を拒否した。そのため、第III飛行隊は北ドイツへと移動し第1戦闘航空団を支援することになった。飛行隊は戦線に順応するより前に2人の熟練エースを失った。それはギュンター・フンクとフレデリック・ロップであり、1944年5月15日のことだった。この後、第III飛行隊は終戦の日まで西部戦線に残り続けることになる。
1944年の秋にかけては、JG54第III飛行隊はドイツ空軍で最初にFw190 D-9を装備した部隊となった。このD-9はノヴォトニー隊のMe262 ジェット戦闘機の基地防衛を行い、後に北西ヨーロッパ全体へと広がった。1944年12月初頭には68機が作戦可能状態にあったが、この後すぐに大被害が続き飛行隊は遠からず解散することになる。1944年12月29日、この日ただ一日で飛行隊長のローベルト・ヴァイスと12名のパイロットがイギリス空軍により戦死したのである。
そして1944年の年末には第76駆逐航空団の一部が解散し、そのパイロットたちが新生JG54第III飛行隊を編成した。この部隊はFw190を装備してベルリン近郊のミュンヒェベルクで作戦行動を開始し、交通網、対空砲陣地、装甲部隊、オーデル川にかかる橋などに対するソビエト軍による攻撃を迎え撃った。消耗した飛行隊は、終戦の数週間前に第26戦闘航空団に吸収された。
戦後に残ったドイツ空軍の資料によれば、JG54で501名のパイロットが戦死し、242名が行方不明となり、40名が捕虜となった。航空機の総損失はBf109が1,071機、Fw190が746機であった。

## 歴代の指揮官

### 航空団司令
- 少佐 マルティン・メティグ、1940年2月2日 - 1940年8月25日
- 大佐 ハンネス・トラウトロフト、1940年8月25日 - 1943年7月5日
- 少佐 フーベルタス・フォン・ボニン、1943年7月6日 - 1943年12月15日
- 中佐 アントン・メーダー、1944年1月28日 - 1944年9月
- 大佐 ディートリヒ・フラバク、1944年10月1日 - 1945年5月8日

### 飛行隊長

#### 第I飛行隊
- 少佐 ハンス＝ユルゲン・フォン・クラモン＝タウバーデル、1939年9月15日
- 大尉 フーベルタス・フォン・ボニン、1939年12月28日
- 大尉 エーリヒ・フォン・ゼッレ、1941年7月1日
- 大尉 フランツ・エッケレル、1941年12月20日
- 大尉 ハンス・フィリップ、1942年2月17日
- 少佐 ラインハルト・ザイラー、1943年4月15日
- 少佐 ゲルハルト・ホームト、1943年8月1日
- 大尉 ヴァルター・ノヴォトニー、1943年8月10日
- 大尉 ホルスト・アデマイト、1944年2月4日
- 大尉 フランツ・アイゼナッハ、1944年8月9日

#### 第II飛行隊
- 大尉 ウィルフリード・ミュラー=リーエンツブルク、1938年4月1日 - 1940年1月9日
- 少佐 アルベルト・ブルーメンザート、1940年1月10日 - 1940年2月5日
- 少佐 リヒャルト・クラウト、1940年2月5日 - 1940年7月10日
- 大尉 オットー・ハンス・ウィンタラー、1940年7月11日 - 1940年8月14日
- 大尉 ディートリヒ・フラバク、1940年8月26日 - 1942年10月27日
- 少佐 ハンス・"アッシ"・ハーン、1942年11月19日 - 1943年2月21日
- 大尉 ハインリッヒ・ユン、1943年2月21日 - 1943年7月30日
- 大尉 エーリッヒ・ルドルファー、1943年8月1日 - 1945年2月
- 大尉 ヘルベルト・フィンダイゼン、1945年2月 - 1945年5月8日

#### 第III飛行隊
- 少佐 マルティン・メティグ、1939年7月15日 - 1940年2月2日
- 大尉 フリッツ・ウルシュ、1940年2月3日 - 1940年9月5日
- 中佐代理 ギュンター・ショルツ、1940年9月6日 - 1940年11月4日
- 大尉 アルノルト・リーグニッツ、1940年11月4日 - 1941年9月30日
- 大尉 ラインハルト・ザイラー、1941年10月1日
- 大尉 ジークフリート・シュネル、1943年5月
- 中尉代理 ルドルフ・パツァーク、1944年2月
- 大尉代理 ルドルフ・クレム、1944年2月
- 大尉 ルドルフ・シナー、1944年3月
- 少佐 ラインハルト・シュロア、1944年3月14日
- 大尉 ローベルト・ヴァイス、1944年7月21日
- 中尉代理 ハンス・ドーテンマン、1945年1月
- 中尉代理 ウィルヘルム・ヘイルマン、1945年1月
- 少佐 ルドルフ・クレム、1945年2月

#### 第IV飛行隊
- 大尉 エーリッヒ・ルドルファー、1943年7月 - 1943年7月30日
- 大尉 ルドルフ・シナー、1943年8月 - 1944年2月11日
- 大尉 ジークフリート・シュネル、1944年2月11日 - 1944年2月25日
- 大尉 ゲルハルト・コール 代理、1944年2月 - 1944年5月
- 少佐 ヴォルフガング・シュペーテ、1944年5月 - 1944年9月30日
- 大尉 ルドルフ・クレム、1944年10月1日 - 1945年2月12日
- 大尉 フランツ=カール・シュロスタイン、1945年3月 - 1945年4月